# Andrzej Dąbrowski (oficer)
Andrzej Dąbrowski (ur. 12 października 1966 w Ruszkowie) – generał brygady
inż. Wojska Polskiego.

## Wykształcenie
- 1990 – Wyższa Szkoła Oficerska Wojsk Obrony Przeciwlotniczej;
- Centrum Szkolenia Specjalistów Wojsk Rakietowych Bemowo Piskie – Wyższy Kurs Doskonalenia Oficerów Wojsk Rakietowych i Artylerii WLOP;
- Akademia Obrony Narodowej:
  - 1998 – Organizacja i Zarządzanie – Dowodzenie Wojskami – Oficer dyplomowany;
  - 2002 – Kurs Taktyczno-operacyjny Oficerów Stanowisk Dowodzenia WLOP;
- 2003 – Szkoła Wyższa im. Pawła Włodkowica w Płocku (kier. edukacja dla stanów nadzwyczajnych i kryzysowych) – studia podyplomowe;
- 2013 – Podyplomowe Studia Polityki Obronnej (PSPO) AON;
- 2014 – International Capstone Course (ICC) w Centre of High Defence Studies (CASD) w Rzymie.

## Przebieg służby
- 1986-1990 – Wyższa Szkoła Oficerska Wojsk Obrony Przeciwlotniczej – podchorąży;
- 1990-1991 – 6. dywizjon ogniowy OPK – dowódca plutonu startowego;
- 1991-1991 – 6. dywizjon ogniowy OPK – dowódca baterii startowej;
- 1991-1993 – 6. dywizjon ogniowy OP – dowódca baterii startowej;
- 1993-1995 – 6. dywizjon ogniowy OP – starszy oficer operacyjno-szkoleniowy;
- 1995-1998 – studia podyplomowe – Akademia Obrony Narodowej;
- 1998-1999 – 6. dywizjon ogniowy OP – szef sztabu – zastępca dowódcy dywizjonu;
- 1999–2000 – 60. dywizjon rakietowy OP – szef sztabu – zastępca dowódcy dywizjonu;
- 2000-2002 – 5. dywizjon rakietowy OP – dowódca;
- 2002-2006 – 3. Brygada Rakietowa Obrony Powietrznej – szef sztabu ;
- 2006-2008 – 78. pułk rakietowy Obrony Powietrznej – dowódca;
- 2008-2012 – Dowództwo Sił Powietrznych – szef oddziału uzbrojenia i sprzętu bojowego;
- 2012-2013 – Podyplomowe Studia Polityki Obronnej – Akademia Obrony Narodowej;
- 2013-2013 – Grupa Organizacyjna Dowództwa Generalnego RSZ – główny specjalista;
- 2014-2015 – Zarząd Obrony Powietrznej i Przeciwrakietowej, DG RSZ – szef Oddziału Operacyjnego;
- 2015-2020 – 3. Brygada Rakietowa Obrony Powietrznej – dowódca.

W styczniu 2022 zakończył zawodową służbę wojskową.